# 야르체보

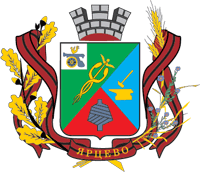
시 문장

야르체보(러시아어: Я́рцево)는 러시아 스몰렌스크주 중부에 위치한 도시로, 인구는 52,617명(2002년 기준)이다. 스몰렌스크(스몰렌스크 주의 주도)에서 북동쪽으로 63km 정도 떨어진 곳에 위치한다.
1859년 야르체보페레보시(Я́рцево-Перево́з)라는 이름을 가진 마을이 신설되었으며 1873년 면제품 공장이 들어서면서 성장했고 비누 공장과 벽돌 공장, 제재소, 주조장이 들어섰다. 1926년 시로 승격되었다.